# Collège Sadiki
Pour les articles homonymes, voir Sadiki.
Le collège Sadiki (arabe : المدرسة الصادقية) est le premier lycée moderne de Tunisie. Localisé dans la kasbah de Tunis, il est créé par un décret du 1er février 1875 à l'initiative du grand vizir de Sadok Bey, le général Kheireddine Pacha, après une visite en France où il est séduit par le système éducatif français.
Il est le premier établissement tunisien à dispenser un enseignement moderne en arabe, français, littérature, sciences, mathématiques ou encore étude du Coran. L'enseignement y est gratuit et sa capacité à l'origine est de 150 élèves dont trente internes.
Outre l'aura que lui vaut son glorieux passé, le collège Sadiki tire une partie de son prestige de sa situation dans le quartier de la Kasbah à la lisière de la médina de Tunis et au cœur du complexe gouvernemental.

## Bâtiment
L'établissement est logé dans un premier temps dans une caserne désaffectée de janissaires, Sidi El Morjani, située à la rue de l'Église (actuelle rue Jamaâ Ezzitouna), avant de s'installer dans ses bâtiments actuels construits par les autorités du protectorat et inaugurés en 1901 par le résident général de France en Tunisie sur les hauteurs de la kasbah. Ils sont l'œuvre de l'architecte français Maillet dans un style alliant la majesté des édifices officiels français et les formes de l'architecture arabe traditionnelle.
Le bâtiment de deux niveaux surplombe la mosquée de la Kasbah, l'hôpital Aziza Othmana, la place de la Kasbah avec le Monument national, le Dar El Bey et le ministère des finances et domine le boulevard Bab Bnet qui mène au faubourg de Bab Souika.
Le collège est doté de deux entrées, la première, officielle, donnant sur le boulevard Bab Bnet et la seconde sur les ruines d'une vieille caserne ottomane dégagées au début des années 1990 pour y installer un monument où, tous les jours aux horaires d'ouverture et de fermeture des bureaux, un détachement de l'armée procède au salut du drapeau au son de l'hymne national.

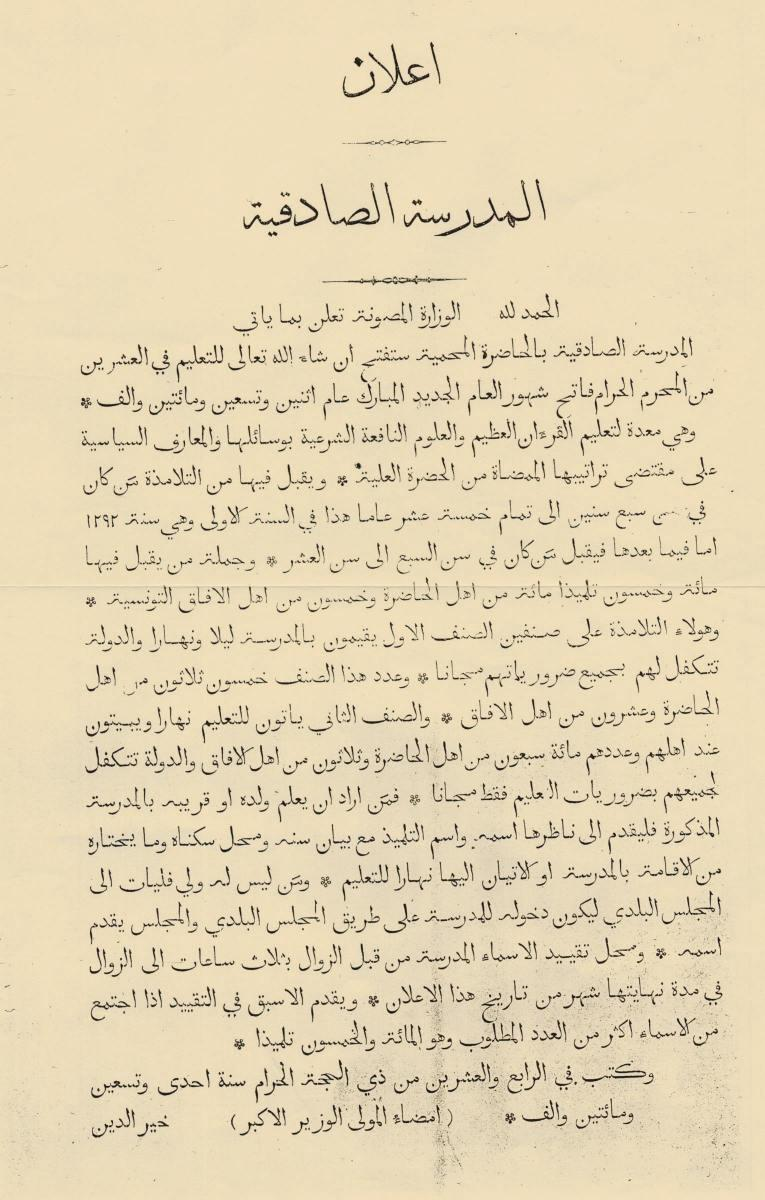
Déclaration d'ouverture du collège datée du 1er février 1875 et signée par le grand vizir Kheireddine Pacha.
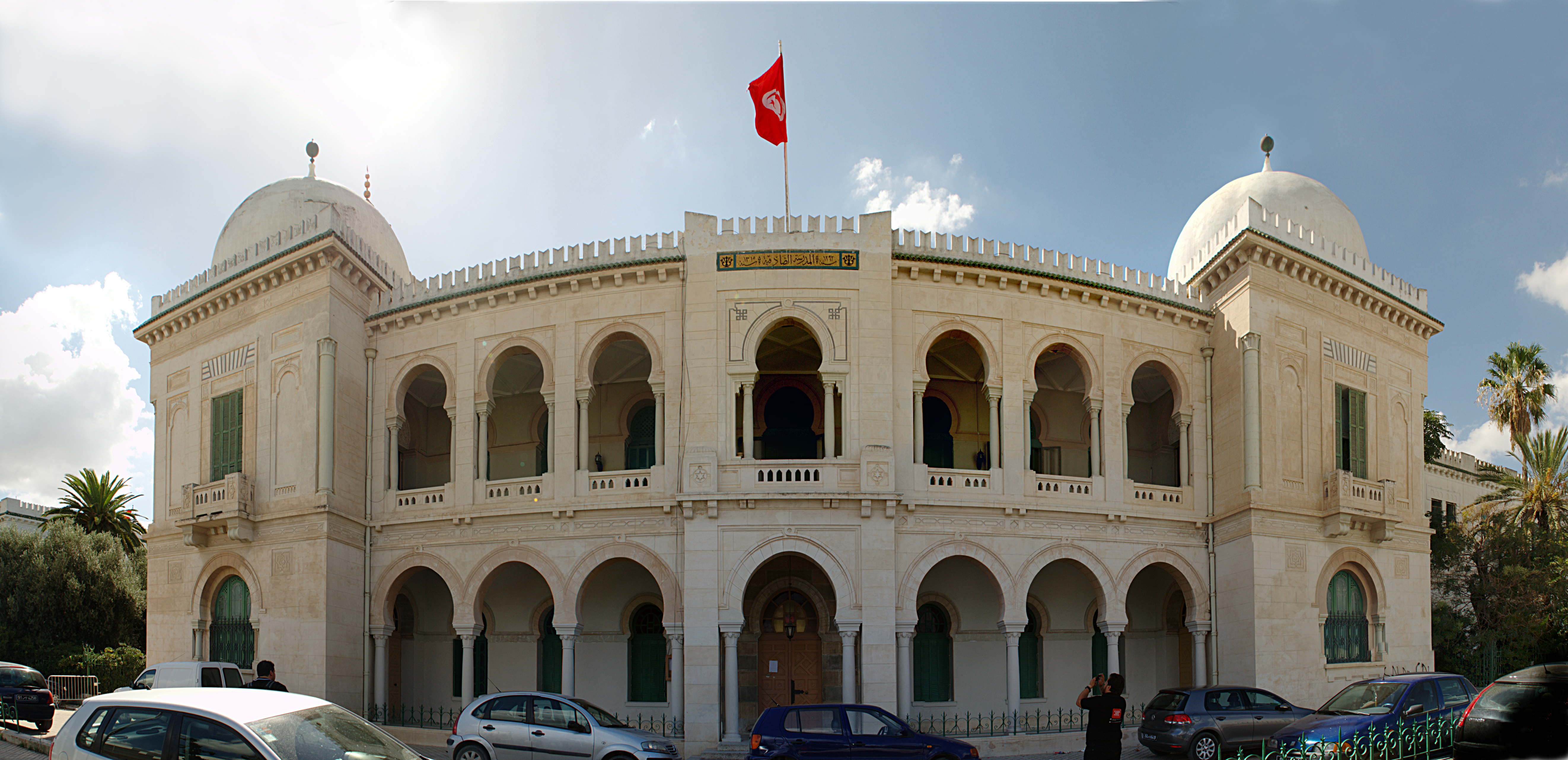
Façade du bâtiment actuel.
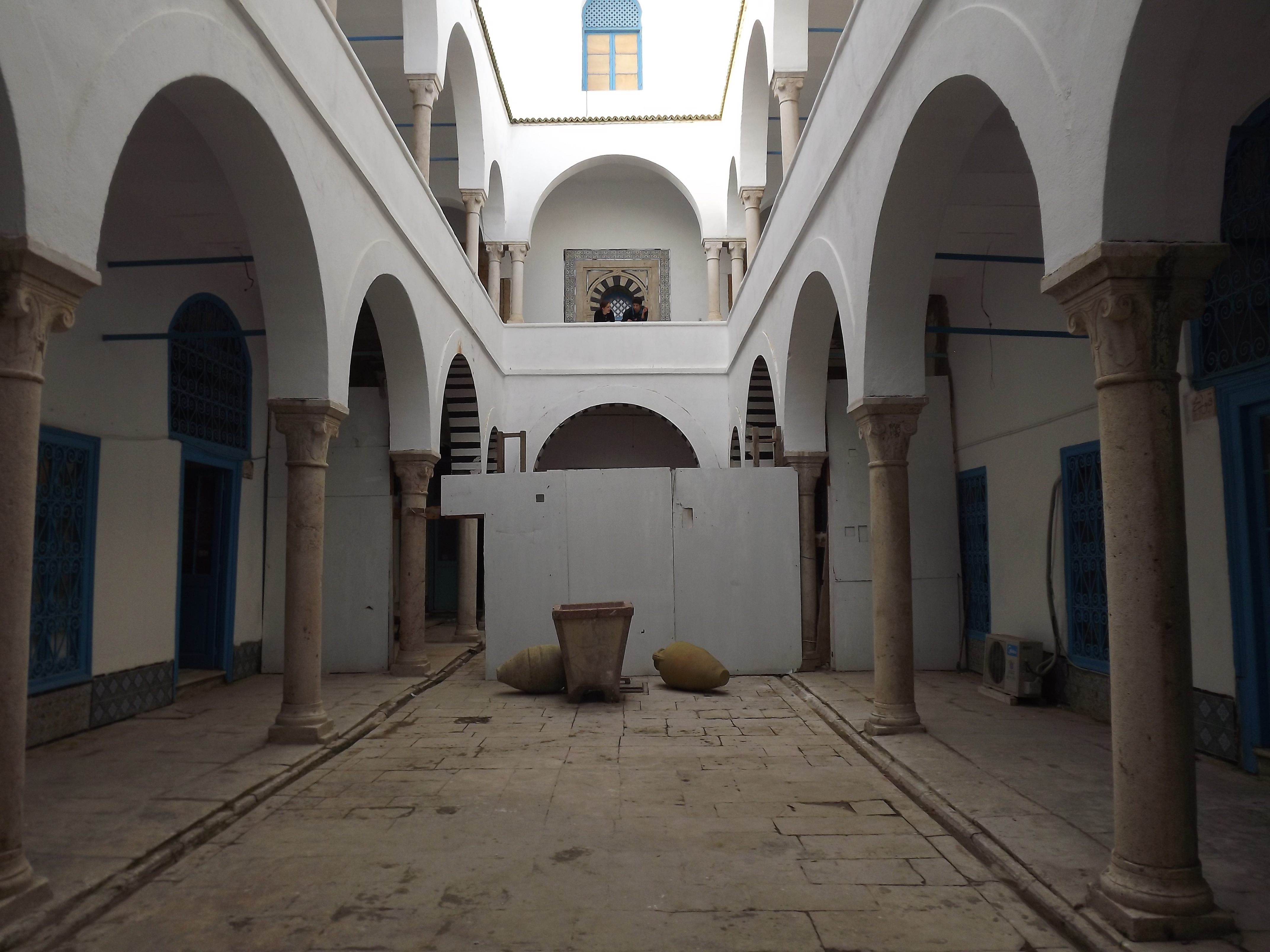
Caserne Sidi El Morjani, premier emplacement du collège Sadiki.
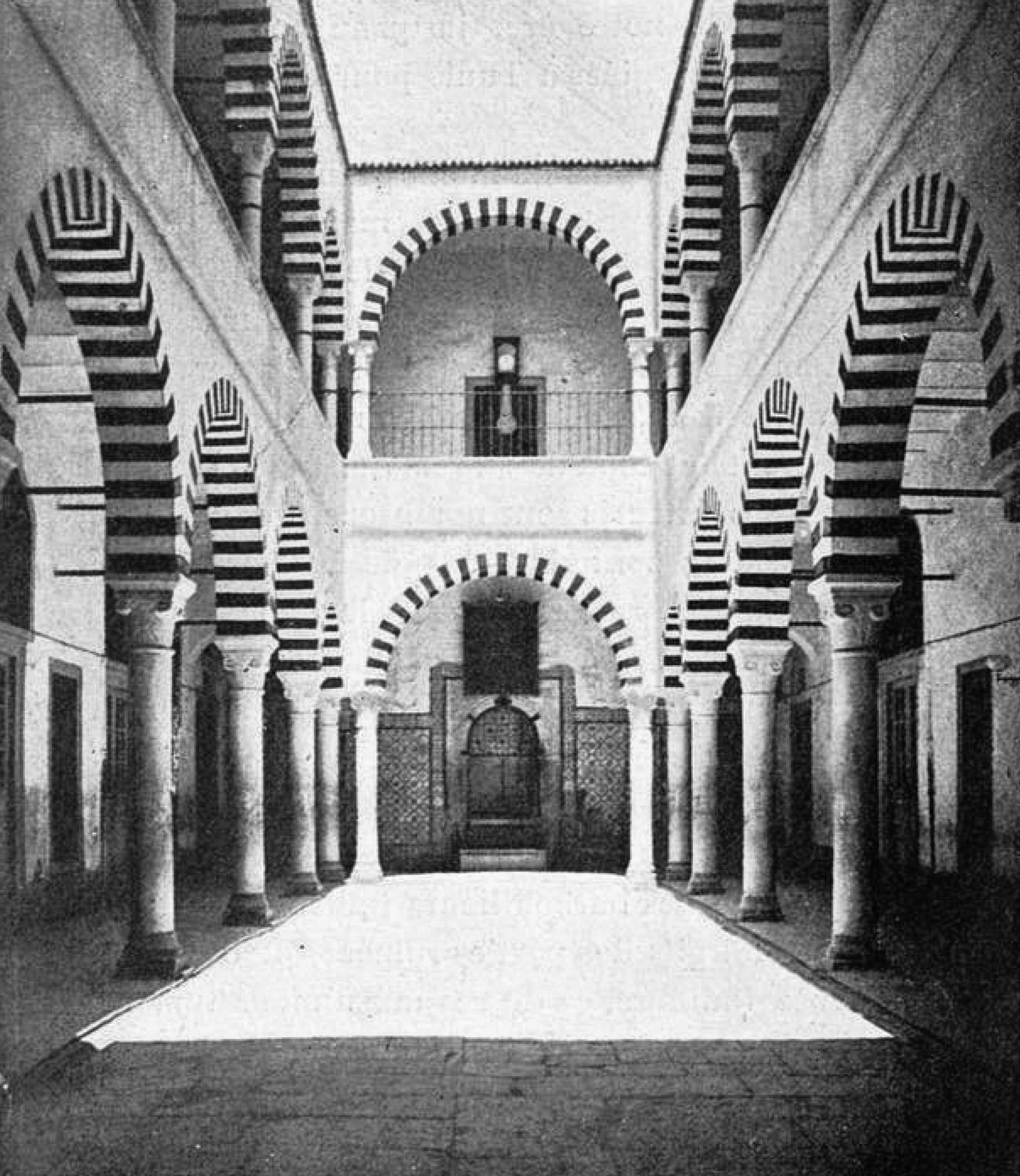
Vue ancienne du premier collège Sadiki.

## Innovation culturelle

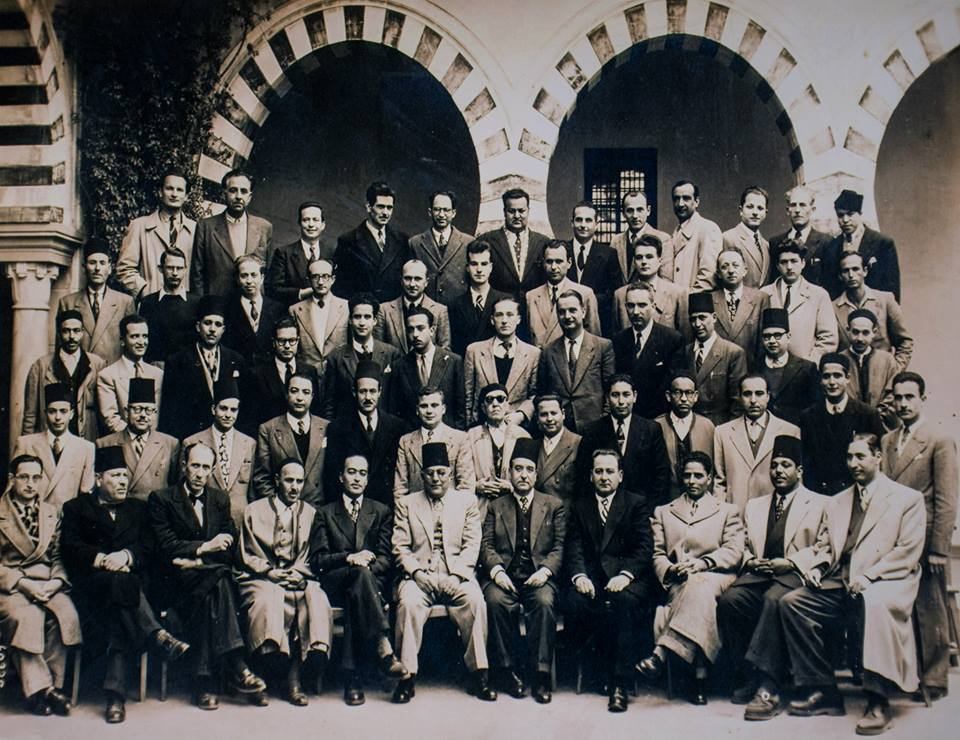
Corps enseignant du collège dans les années 1940.

Kheireddine Pacha le crée avec l'intention de former des interprètes et les futurs cadres qui auraient à gérer le pays mais également de dispenser aux élèves des cours de sciences et de mathématiques qui seraient « utiles aux musulmans tout en n'étant pas contraires à leur foi » (préliminaires du décret).
Le collège est une révolution dans les sphères intellectuelles tunisiennes car il introduit des matières nouvelles et totalement étrangères à celles enseignées à l'Université Zitouna.
Il accueille aussi bien les enfants des notables de la ville que ceux des commerçants, des petits fonctionnaires et des ouvriers. Encadré jusque dans les années 1970 par des enseignants venus de France, l'enseignement, d'un niveau un peu plus élevé que la moyenne nationale y est dispensé en arabe et français.

## Développement d'une nouvelle élite

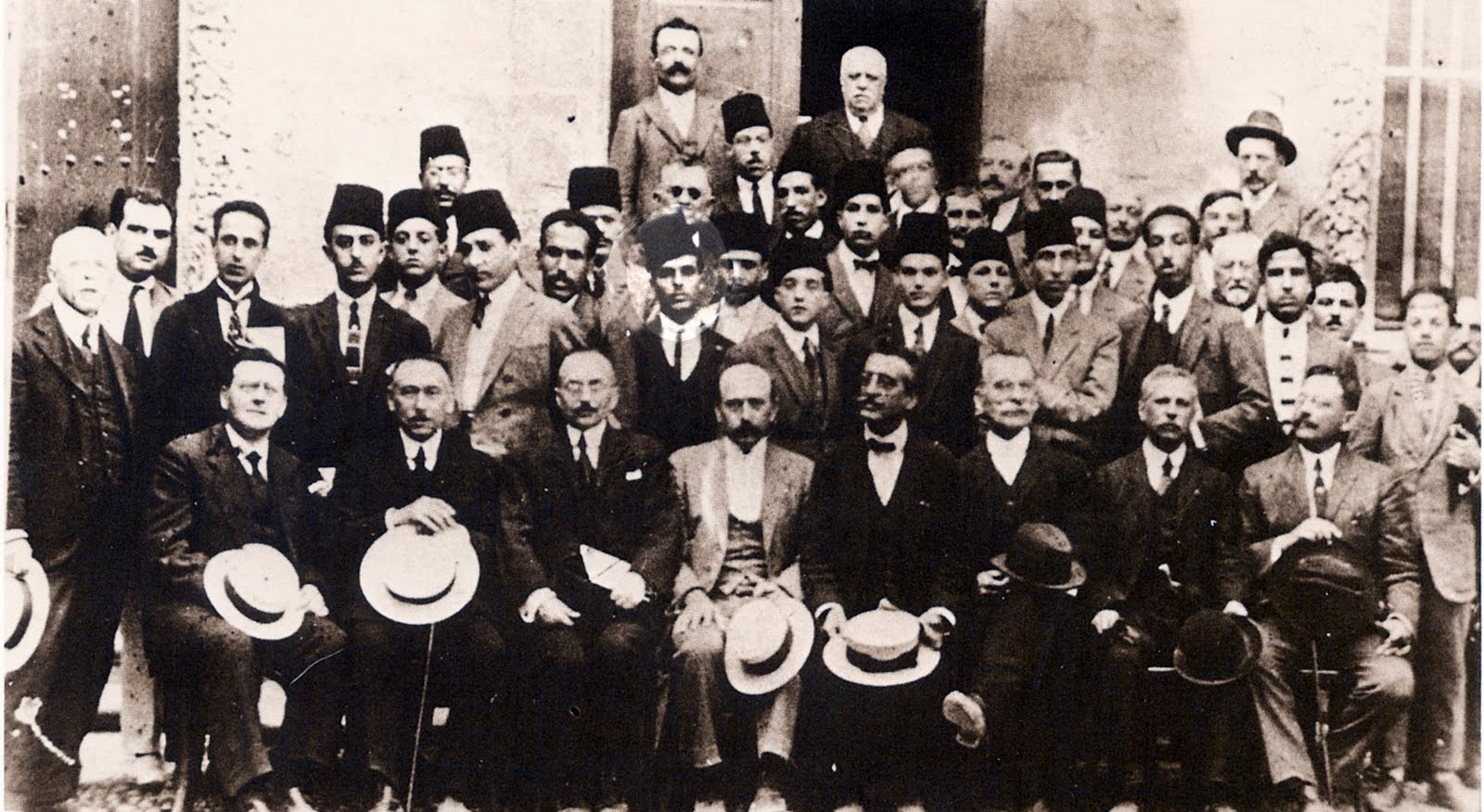
Étudiants, dont Habib Bourguiba, à l'issue de leur année de baccalauréat en 1924.

Il acquiert ainsi un certain prestige à travers le pays en jouant le rôle de pépinière d'une intelligentsia occidentalisée à l'esprit revendicatif et réformiste. Grâce à ce collège, les autorités coloniales trouvent des cadres bilingues (français et arabe) qui servent d'intermédiaires avec le reste de la population tunisienne. Toutefois, les autorités surveillent de près le collège car elles craignent le  développement d'idées nationalistes hostiles au projet colonial : comme le déclare en 1902 Victor de Carnières, « la diffusion de l'instruction secondaire pourrait donner à nos protégés tunisiens des idées peu en rapport avec l'état de sujétion politique dans lequel ils se trouvent et dans lequel nos intérêts nous commandent de les maintenir ».
Selon Noureddine Sraïeb, les Français essaient alors de se servir du collège pour accroître l'influence française : « La suppression des langues italienne et turque de l'enseignement du collège Sadiki, au seul profit de la langue française comme unique langue étrangère qui ne tardera pas à supplanter la langue arabe même, n'est pas étrangère à cet objectif. En effet, en imposant le français dans l'enseignement, les autorités coloniales veulent accroître l'influence française auprès des autochtones en leur inculquant de nouveaux systèmes de valeur qui facilitent la légitimation du nouvel ordre établi ». Toutefois, il faut préciser que les écoles du protectorat comportent alors deux sections : l'une bilingue (français et arabe) et l'autre monolingue (arabe uniquement). Néanmoins, la résistance à l'occupation française provient tout de même des anciens élèves du collège qui participent aux réformes du pays après l'indépendance. Ainsi, au bureau politique du Néo-Destour, « les anciens élèves du collège Sadiki représentent 60 % de l'effectif (92 personnes) entre 1955 et 1969 ». Une grande partie de l'élite tunisienne est passée sur ces bancs.
Après la révolution tunisienne, le collège Sadiki est choisi pour figurer sur la nouvelle coupure de vingt dinars, à la place du chiffre 7 commémorant le coup d'État du 7 novembre 1987, signifiant ainsi le rejet de l'ancien régime, la mise en avant de l'identité arabo-musulmane contre l'exaltation d'un modernisme technicien, mais aussi le retour de l'élite du Néo-Destour au pouvoir.

## Vie scolaire
Le collège Sadiki compte plusieurs clubs dont :
- le Sadiki PRESS Club (depuis 2015) ;
- le club organisateur du TEDxYouth@SadikiCollege en 2016.

## Proviseurs
- 1875-1881 : Mohamed Larbi Zarrouk
- 1881-1888 :
  - Hsouna Mtali
  - Omar Baraket
  - Mohamed Karoui
  - Aroussi Ben Ayed
- 1888-1892 : Tahar Ben Salah
- 1892-1912 : Marius Delmas
- 1912-1927 : Pierre Bollon
- 1927-1934 : Gabriel Merat
- 1934-1941 : Jean Lecomte
- 1941-1944 : Gaston[Qui ?]
- 1944-1955 : Mohamed Attia
- 1955-1968 : Abdelwahab Bakir
- 1968-1970 : Mohamed Habib Zghonda